# Liga de Campeones Árabe 2004-05
La Liga de Campeones Árabe 2004-05 es la 21.ª edición de este torneo de fútbol a nivel de clubes del Mundo Árabe y contó con la participación de 32 equipos representantes de África del Norte, Medio Oriente y África del Este, con la aparición por primera vez de equipos de Yibuti.
El Al-Ittihad de Arabia Saudita venció en la final al campeón de la edición anterior, el CS Sfaxien de Túnez para coronarse campeón del torneo por primera vez en la primera final disputada a partidos de ida y vuelta.

## Primera ronda
Los partidos se jugaron entre los días 20 de septiembre y 5 de noviembre.
| Equipo 1           | Agr.    | Equipo 2                 | Ida  | Vuelta |
| ------------------ | ------- | ------------------------ | ---- | ------ |
| Nejmeh SC          | 1–7     | CS Sfaxien               | 0–1  | 1–6    |
| Al-Karamah         | 0–1     | Zamalek SC               | 0–0  | 0–1    |
| Al-Muharraq SC     | 2–3     | MC Alger                 | 0–1  | 2–2    |
| Kuwait SC          | 2–1     | AS Salé                  | 2–0  | 0–1    |
| Al-Ahli Doha       | 5–1     | Al-Hussein Irbid         | 3–0  | 2–1    |
| Al-Ittihad Jeddah  | 12–0    | Shaab Ibb                | 10–0 | 2–0    |
| ASAC Concorde      | 0–4     | ES Sétif                 | 0–2  | 0–2    |
| Olympic Azzaweya   | 1–4     | Ghazl El-Mahalla         | 1–2  | 0–2    |
| Al-Hilal           | 18–0    | AS Gendarmerie Nationale | 11–0 | 7–0    |
| Al-Qadsia          | 1–1 (a) | Al-Faisaly               | 1–1  | 0–0    |
| Tishreen           | 0–5     | Al-Ismaily               | 0–3  | 0–2    |
| Al-Ahed            | 1–3     | Club Africain            | 1–1  | 0–2    |
| Al-Ittihad Tripoli | 1–3     | NA Hussein Dey           | 1–2  | 0–1    |
| Muscat FC          | 3–4     | CA Bizertin              | 1–1  | 1–3    |
| Al-Aqsa SC         | 2–4     | Al Ahli Jeddah           | 1–3  | 1–1    |
| Riffa SC           | 1–3     | Wydad Casablanca         | 0–1  | 1–2    |

## Fase de grupos

### Grupo A
| Equipo 1         | Equipo 2         | Ida | Vuelta |
| ---------------- | ---------------- | --- | ------ |
| Zamalek SC       | MC Alger         | 5-0 | 0-0    |
| CS Sfaxien       | Al Kuwait Kaifan | 1-0 | 4-0    |
| CS Sfaxien       | Zamalek SC       | 2-0 | 1-1    |
| Al Kuwait Kaifan | MC Alger         | 0-1 | 2-3    |
| Al Kuwait Kaifan | Zamalek SC       | 1-1 | 1-2    |
| MC Alger         | CS Sfaxien       | 2-1 | 0-4    |

| Club             | J | G | E | P | GF | GC | Pts |
| ---------------- | - | - | - | - | -- | -- | --- |
| CS Sfaxien       | 6 | 4 | 1 | 1 | 13 | 3  | 13  |
| MC Alger         | 6 | 3 | 1 | 2 | 6  | 12 | 10  |
| Zamalek SC       | 6 | 2 | 3 | 1 | 9  | 5  | 9   |
| Al Kuwait Kaifan | 6 | 0 | 1 | 5 | 4  | 12 | 1   |

### Grupo B
| Equipo 1         | Equipo 2         | Ida | Vuelta |
| ---------------- | ---------------- | --- | ------ |
| Al-Ahli Doha     | Ghazl Al-Mehalla | 2-0 | 1-1    |
| Al-Ittihad       | ES Sétif         | 2-0 | 2-0    |
| Al-Ahli Doha     | Al-Ittihad       | 3-2 | 1-1    |
| Ghazl Al-Mehalla | ES Sétif         | 0-0 | 0-2    |
| Ghazl Al-Mehalla | Al-Ittihad       | 1-3 | 1-2    |
| ES Sétif         | Al-Ahli Doha     | 1-0 | 1-1    |

| Club             | J | G | E | P | GF | GC | Pts |
| ---------------- | - | - | - | - | -- | -- | --- |
| Al-Ittihad       | 6 | 4 | 1 | 1 | 12 | 6  | 13  |
| Al-Ahli Doha     | 6 | 2 | 3 | 1 | 8  | 6  | 9   |
| ES Sétif         | 6 | 2 | 2 | 2 | 4  | 5  | 8   |
| Ghazl Al-Mehalla | 6 | 0 | 2 | 4 | 3  | 10 | 2   |

### Grupo C
| Equipo 1      | Equipo 2      | Ida | Vuelta |
| ------------- | ------------- | --- | ------ |
| Al-Hilal FC   | Club Africain | 3-1 | 0-1    |
| Al Faisaly    | Ismaily SC    | 1-2 | 1-2    |
| Al-Hilal FC   | Al Faisaly    | 2-1 | 2-2    |
| Club Africain | Ismaily SC    | 1-2 | 1-2    |
| Club Africain | Al Faisaly    | 0-0 | 1-0    |
| Ismaily SC    | Al-Hilal FC   | 2-0 | 1-1    |

| Club          | J | G | E | P | GF | GC | Pts |
| ------------- | - | - | - | - | -- | -- | --- |
| Ismaily SC    | 6 | 5 | 1 | 0 | 11 | 5  | 16  |
| Al-Hilal FC   | 6 | 2 | 2 | 2 | 8  | 8  | 8   |
| Club Africain | 6 | 2 | 1 | 3 | 5  | 7  | 7   |
| Al Faisaly    | 6 | 0 | 2 | 4 | 5  | 9  | 2   |

### Grupo D
| Equipo 1       | Equipo 2       | Ida | Vuelta |
| -------------- | -------------- | --- | ------ |
| NA Hussein-Dey | WAC Casablanca | 1-1 | 0-3    |
| CA Bizertin    | Al-Ahli        | 0-0 | 0-1    |
| NA Hussein-Dey | CA Bizertin    | 3-0 | 2-2    |
| WAC Casablanca | Al-Ahli        | 1-1 | 1-1    |
| Al-Ahli        | NA Hussein-Dey | 1-1 | 2-2    |
| WAC Casablanca | CA Bizertin    | 1-0 | 0-1    |

| Club           | J | G | E | P | GF | GC | Pts |
| -------------- | - | - | - | - | -- | -- | --- |
| WAC Casablanca | 6 | 2 | 3 | 1 | 7  | 4  | 9   |
| Al-Ahli        | 6 | 1 | 5 | 0 | 6  | 5  | 8   |
| NA Hussein-Dey | 6 | 1 | 4 | 1 | 9  | 9  | 7   |
| CA Bizertin    | 6 | 1 | 2 | 3 | 3  | 7  | 5   |

## Fase Final

### Cuartos de final
| 4 de abril de 2005 | Al-Ahli Doha | 1–2 | CS Sfaxien                 | Hamad bin Khalifa Stadium, Doha, Catar |  |
|                    | Bouden 89'   |     | Guemamdia 45' · Essafi 71' |                                        |  |

| 20 de abril de 2005                        | CS Sfaxien                    | 2–1 | Al-Ahli Doha | Stade Taïeb Mhiri, Sfax, Túnez |  |
|                                            | Taher 8' (a.g.) · Kouassi 38' |     | Jawhar 57'   |                                |  |
| CS Sfaxien gana 4–2 en el marcador global. |                               |     |              |                                |  |

| 4 de abril de 2005 | MC Alger   | 1–0 | Al-Ittihad | Stade du 5 Juillet, Algiers, Argelia |  |
|                    | Benali 73' |     |            |                                      |  |

| 20 de abril de 2005                                               | Al-Ittihad | 1–0 (5–4 p.) | MC Alger | Prince Abdullah Al Faisal Stadium, Jeddah, Arabia Saudita |  |
|                                                                   | Idris 90'  |              |          |                                                           |  |
| Empate 1-1 en el marcador global. Al-Ittihad gana 5–4 en penales. |            |              |          |                                                           |  |

| 4 de abril de 2005 | Al Ahli Jeddah         | 2–0 | Al-Ismaily | Prince Abdullah Al Faisal Stadium, Jeddah, Arabia Saudita |  |
|                    | Pereira 47' 90' (pen.) |     |            |                                                           |  |

| 20 de abril de 2005                            | Al-Ismaily   | 1–0 | Al-Ahli Jeddah | Ismailia Stadium, Ismailia, Egipto |  |
|                                                | Abd-Rabou 5' |     |                |                                    |  |
| Al-Ahli Jeddah gana 2–1 en el marcador global. |              |     |                |                                    |  |

| 4 de abril de 2005 | Al-Hilal     | 1–0 | Wydad Casablanca | King Fahd Stadium, Riyadh, Arabia Saudita |  |
|                    | Al-Jaber 14' |     |                  |                                           |  |

| 20 de abril de 2005                      | Wydad Casablanca | 1–1 | Al-Hilal        | Stade Mohammed V, Casablanca, Marruecos |  |
|                                          | Madihi 65'       |     | Al-Shalhoub 26' |                                         |  |
| Al-Hilal gana 2–1 en el marcador global. |                  |     |                 |                                         |  |

### Semifinales
| 5 de mayo de 2005 | Al-Ahli Jeddah | 0–3 | CS Sfaxien                          | Prince Abdullah Al Faisal Stadium, Jeddah, Arabia Saudita |  |
|                   |                |     | Ba 55' · Kouassi 81' · Essafi 90+4' |                                                           |  |

| 18 de mayo de 2005                         | CS Sfaxien                                  | 4–4 | Al-Ahli Jeddah                                 | Stade Taïeb Mhiri, Sfax, Túnez |  |
|                                            | Guemamdia 9' 90' · Massaoud 28' · Nafti 64' |     | Kim 24' 55' · Lúcio Flávio 75' · Al-Meshal 82' |                                |  |
| CS Sfaxien gana 7–4 en el marcador global. |                                             |     |                                                |                                |  |

| 5 de mayo de 2005 | Al-Hilal | 0–1 | Al-Ittihad   | King Fahd Stadium, Riyadh, Arabia Saudita |  |
|                   |          |     | Al-Waked 60' |                                           |  |

| 18 de mayo de 2005                         | Al-Ittihad                       | 2–1 | Al-Hilal    | Prince Abdullah Al Faisal Stadium, Jeddah, Arabia Saudita |  |
|                                            | Al-Montashari 29' · Al-Eissa 40' |     | Camacho 73' |                                                           |  |
| Al-Ittihad gana 3–1 en el marcador global. |                                  |     |             |                                                           |  |

### Tercer lugar
| 25 de junio de 2005 | Al-Hilal                                    | 3–1 | Al-Ahli Jeddah | King Fahd Stadium, Riyadh, Arabia Saudita |  |
|                     | Al-Mofarij 53' · Camacho 60' · Al-Jaber 87' |     | Pereira 75'    |                                           |  |

| 30 de junio de 2005                      | Al-Ahli Jeddah                      | 2–2 | Al-Hilal                     | Prince Abdullah Al Faisal Stadium, Jeddah, Arabia Saudita |  |
|                                          | Al-Muhamadi 68' · Al-Abdullah 90+3' |     | Al-Anbar 64' · Al-Temyat 67' |                                                           |  |
| Al-Hilal gana 5–3 en el marcador global. |                                     |     |                              |                                                           |  |

### Final
| 24 de junio de 2005 | CS Sfaxien | 0–2 | Al-Ittihad Jeddah   | Stade Taïeb Mhiri, Sfax, Túnez |                            |
|                     |            |     | Al-Shahrani 63' 90' | Árbitro(s): Jassem Al-Heel     | Árbitro(s): Jassem Al-Heel |

| 1 de julio de 2005                         | Al-Ittihad Jeddah            | 2–1 | CS Sfaxien    | Prince Abdullah Al Faisal Stadium, Jeddah |                             |
|                                            | Gharbi 11' (a.g.) · Noor 23' |     | Khammassi 42' | Árbitro(s): Mohamed Guezzaz               | Árbitro(s): Mohamed Guezzaz |
| Al-Ittihad gana 4–1 en el marcador global. |                              |     |               |                                           |                             |

## Campeón
| Liga de Campeones Árabe 2004-05 |
| ------------------------------- |
| Bandera de Arabia Saudita       |
| Al-Ittihad 1º Título            |